# Повелитель приливов
«Повелитель приливов» (англ. The Prince of Tides) — кинофильм режиссёра Барбры Стрейзанд, вышедший на экраны в 1991 году. Экранизация романа Пэта Конроя. Лента выдвигалась на премию «Оскар» в семи номинациях и была удостоена премии «Золотой глобус».

## Сюжет
Жизнь Тома, простого футбольного тренера с Юга, состоит из одних разочарований: он несчастлив в браке, лишен работы и надежды на будущее. К этому прибавляется переживание за родную сестру, которая во второй раз пытается покончить жизнь самоубийством. Чтобы спасти сестру и себя, он вынужден раскрыть все самые страшные страницы их детства её психологу доктору Сьюзен Лоуэнстайн. За это время Том понимает, что доктор Сьюзен ему не безразлична. Сьюзен тоже влюбляется в Тома, видя в нём очень простого и доброго южанина. Но им не суждено быть вместе. Разрываясь между семьёй и Сьюзен, Том выбирает первое.

## В ролях
- Ник Нолти — Том Уинго
- Барбра Стрейзанд — доктор Сьюзен Лоуэнстайн
- Блайт Даннер — Салли Уинго
- Кейт Неллиган — Лайла Уинго Ньюбери, мать Тома и Саванны
- Йерун Краббе — Герберт Вудрафф, муж Сьюзан
- Мелинда Диллон — Саванна Уинго
- Джордж Карлин — Эдди Детревилль, сосед Саванны
- Джейсон Гулд — Бернар Вудрафф, сын Сьюзан и Герберта

## Награды и номинации
- 1992 — 7 номинаций на премию «Оскар»: лучший фильм (Барбра Стрейзанд, Эндрю Карш), лучшая мужская роль (Ник Нолти), лучшая женская роль второго плана (Кейт Неллиган), лучший адаптированный сценарий (Пэт Конрой, Бекки Джонстон), лучшая музыка к фильму (Джеймс Ньютон Ховард), лучшая операторская работа (Стивен Голдблатт), лучшая работа художника—постановщика (Пол Силберт, Кэрил Хеллер).
- 1992 — премия «Золотой глобус» за лучшую мужскую роль — драма (Ник Нолти), а также 2 номинации: лучший фильм — драма, лучший режиссёр (Барбра Стрейзанд)
- 1992 — номинация на премию Гильдии режиссёров США за лучшую режиссуру художественного фильма (Барбра Стрейзанд)
- 1992 — номинация на премию Гильдии сценаристов США за лучший адаптированный сценарий (Пэт Конрой, Бекки Джонстон)